# Un prince de la bohème
Un prince de la bohème est une nouvelle d’Honoré de Balzac parue en 1840 dans La Revue parisienne sous le titre Les Fantaisies de Claudine. Éditée chez Potter en 1844, elle prend place dans les Scènes de la vie parisienne de La Comédie humaine en 1846. Elle est introduite par une dédicace de Balzac à l'écrivain allemand Heinrich Heine.

## Résumé
Dinah de La Baudraye (née Dinah Piédefer), épouse de Jean-Anastase-Polydore Milaud de La Baudraye dans La Muse du département et « poétesse » locale considérée comme bas-bleu, qui signe ses écrits du nom de « Jean Diaz », vient de soumettre au poète Raoul Nathan une nouvelle : Le Prince de la bohème. Les protagonistes du texte sont l’ex-danseuse Tullia (Claudine Chaffaroux), un de ces rats qui se vendent à divers protecteurs pour survivre.
C’est son histoire et ses amours qui sont retracées dans la nouvelle de Dinah, au milieu d’un raout comparable à celui qui a lieu dans Autre étude de femme chez Félicité des Touches (George Sand), sur laquelle Dinah de La Baudraye a calqué sa conduite mondaine et littéraire, sans toutefois atteindre son succès.

## Thème
Le thème central de la nouvelle est l'opposition entre la province et la capitale. La nouvelle présente sous des éclairages différents la bonne société provinciale de Sancerre où Dinah brille de tous ses feux, et la société parisienne dans laquelle elle espère compter un jour.